# NFATC3
NFATC3‏ (Nuclear factor of-activated T-cells, cytoplasmic 3) هوَ بروتين يُشَفر بواسطة جين NFATC3 في الإنسان.